# Walter Bourke
Walter Bourke  (mort le 7 septembre 1440) est le 4e seigneur de Mayo de 1402 à 1440

## Origine
Walter Bourke, est le fils aîné  de  Sir Thomas Bourke (†  1402) fils d'Edmund Albanach de Burgh fils de William Liath de Burgh

## Biographie
Walter Bourke est élu Mac William Íochtar  ou Mac William Eighter c'est-à-dire Chef des Bourke du Haut/Nord ou de Mayo en 1440 après la mort de son père Sir Thomas Bourke.   
Les Annales des quatre maîtres précisent qu'il meurt de la peste à l'automne de 1440:
Mac William Burke, c'est-à-dire Walter, le fils de Thomas, fils de Sir Edmond Albanagh, Seigneur des Anglais du Connacht, et de beaucoup d'Irlandais, meurt de la peste une semaine avant  la fête de la Saint-Croix, en Automne; et Edmond Bourke, son frère est élu Mac William à sa place.
Son frère cadet Edmund na Féasóige Bourke lui succède

## Postérité
Walter Bourke laisse deux fils
- Theobald Bourke 8e Mac William Íochtar
- Ricard III Bourke 9e Mac William Íochtar

## Sources
- (en) T.W Moody, F.X. Martin, F.J. Byrne A New History of Ireland , Volume IX Maps, Genealogies, Lists. A companion to Irish History part II . Oxford University Press réédition 2011  (ISBN 9780199593064).
- (en)  Martin J. Black Journal of the Galway Archeological and Historical Society Vol VII no 1 « Notes on the Persons Named in the Obituary Book of the Franciscan Abbey at Galway » 1-28.